# شصت و چهارمین دوره جوایز بفتا
شصت و چهارمین دورهٔ جوایز بفتا  در ۱۳ فوریه ۲۰۱۱ برگزار شد . فیلم سخنرانی پادشاه که درباره بخشی از زندگی جرج ششم، پادشاه بریتانیا است، در ۱۴ بخش کاندیدا بود که در ۷ رشته از جمله بهترین فیلم سال برنده شد.

## نامزدی‌ها و جوایز
| بهترین فیلم | بهترین کارگردانی |
| --- | --- |
| سخنرانی پادشاه - قوی سیاه - تلقین - شبکه اجتماعی - شجاعت واقعی                                                                                                | دیوید فینچر – شبکه اجتماعی - دنی بویل – ۱۲۷ ساعت - دارن آرونوفسکی – قوی سیاه - کریستوفر نولان – تلقین - تام هوپر – سخنرانی پادشاه                                      |
| بهترین بازیگر نقش اول مرد | بهترین بازیگر نقش اول زن |

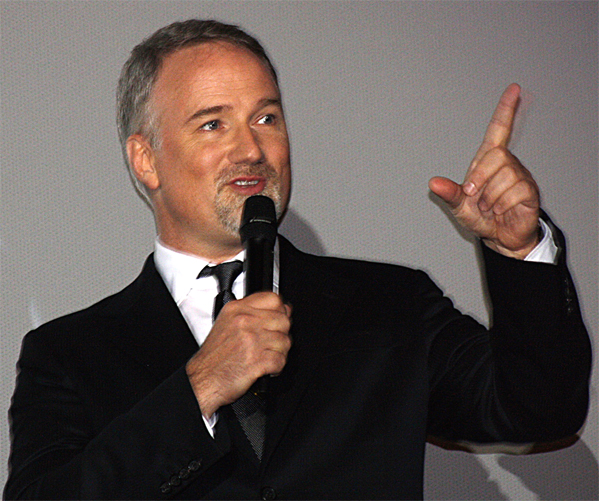
دیوید فینچر، برنده بهترین کارگردانی

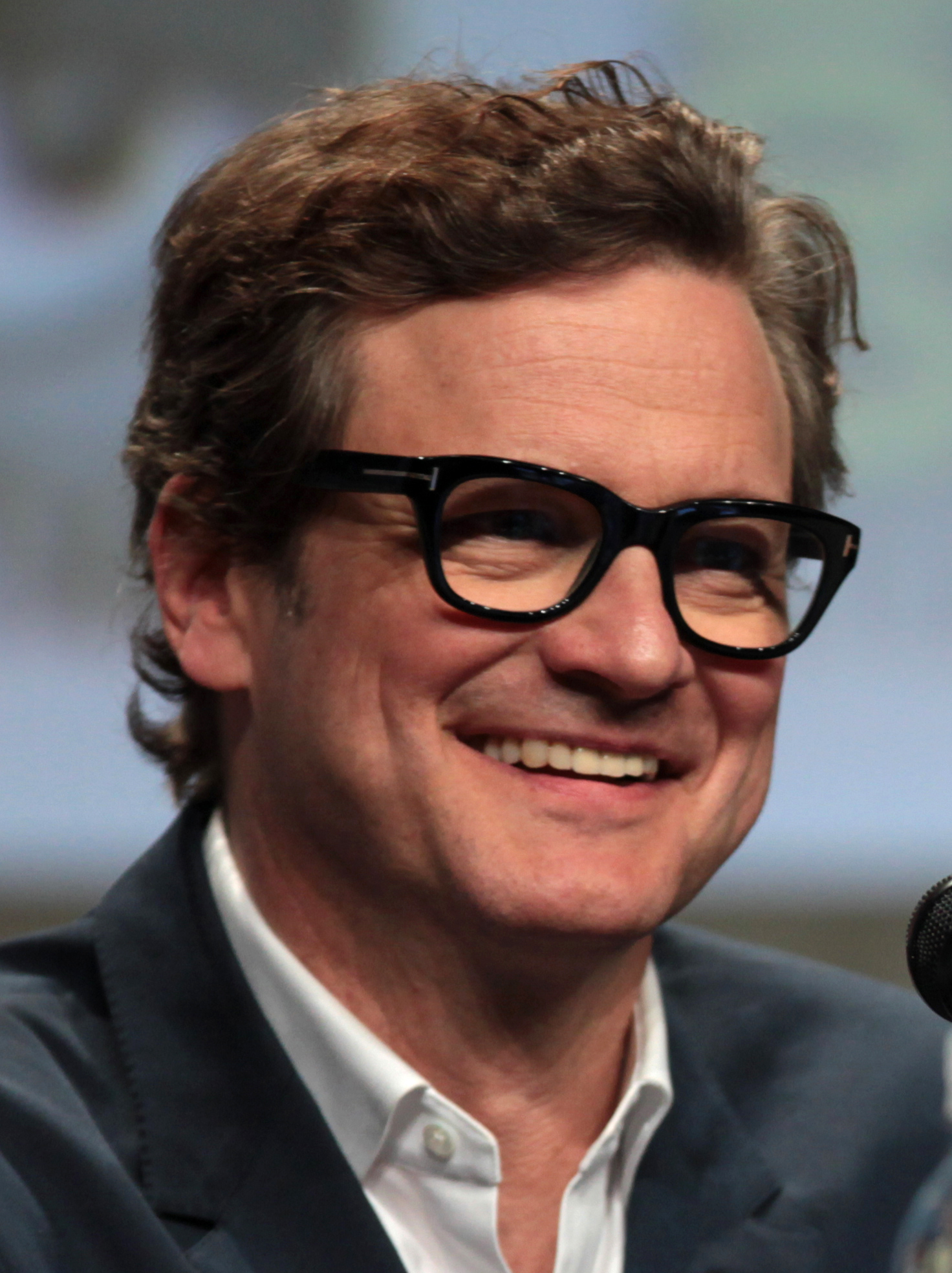
کالین فرث، برنده بهترین بازیگر نقش اول مرد

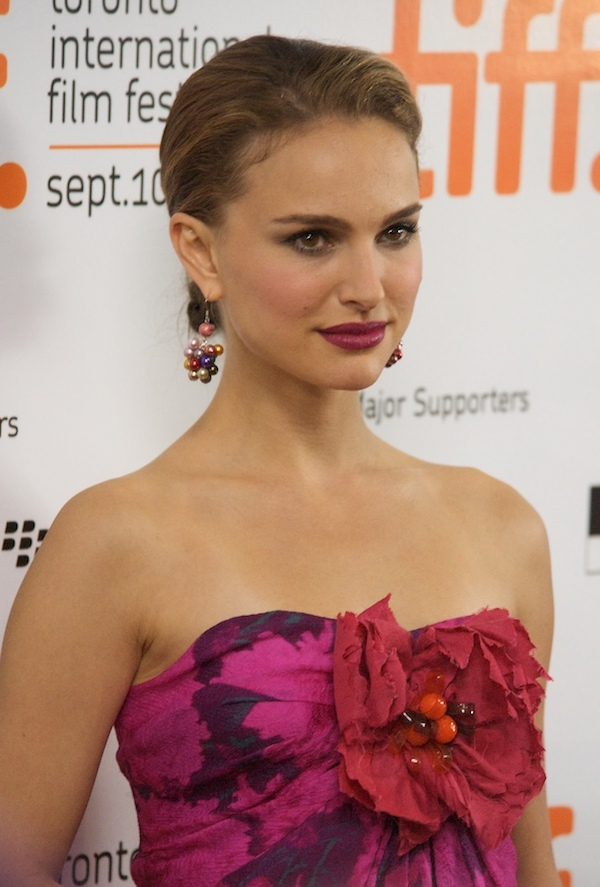
ناتالی پورتمن، برنده بهترین بازیگر نقش اول زن

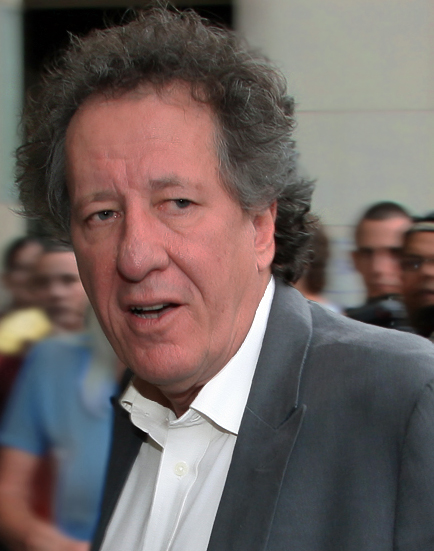
جفری راش، برنده بهترین بازیگر نقش مکمل مرد

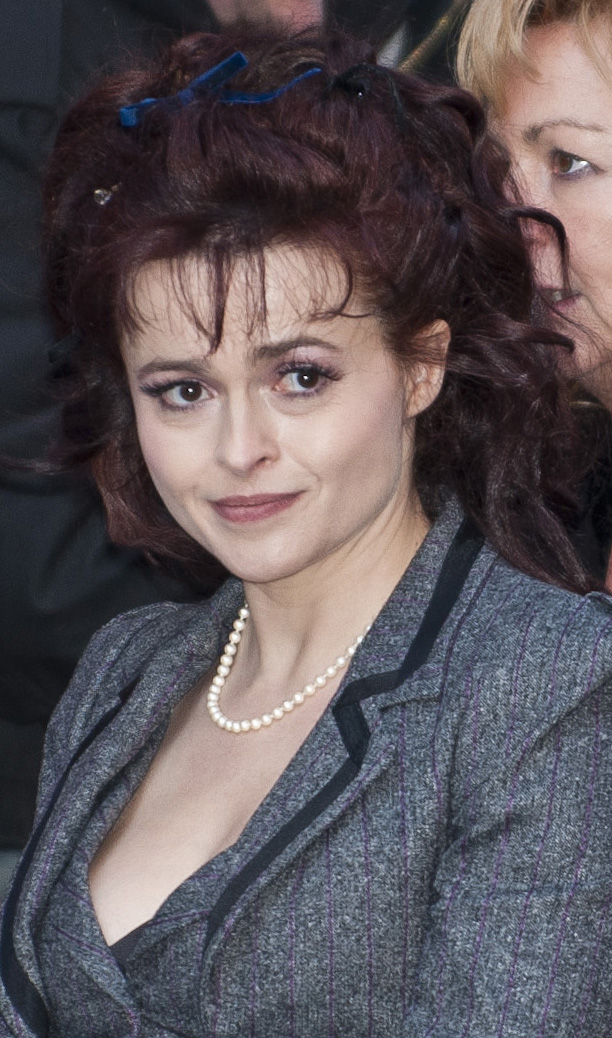
هلنا بونهام کارتر، برنده بهترین بازیگر نقش مکمل زن

| کالین فرث – سخنرانی پادشاه - خاویر باردم – بیوتیفول - جف بریجز – شجاعت واقعی - جسی آیزنبرگ – شبکه اجتماعی - جیمز فرانکو – ۱۲۷ ساعت                            | ناتالی پورتمن – قوی سیاه - آنت بنینگ – بچه‌ها حالشان خوب است - جولیان مور – بچه‌ها حالشان خوب است - نومی راپاس – دختری با خالکوبی اژدها - هیلی استاینفلد – شجاعت واقعی   |
| بهترین بازیگر نقش مکمل مرد | بهترین بازیگر نقش مکمل زن |
| جفری راش – سخنرانی پادشاه - کریستین بیل – مشت‌زن - اندرو گارفیلد – شبکه اجتماعی - پیت پاستویت – شهر - مارک روفالو – بچه‌ها حالشان خوب است                       | هلنا بونهام کارتر – سخنرانی پادشاه - امی آدامز – مشت‌زن - باربارا هرشی – قوی سیاه - لسلی منویل – سالی دیگر - میراندا ریچاردسون – Made in Dagenham                       |
| فیلم‌نامه اوریجینال | فیلم‌نامه اقتباسی |
| دیوید سیدلر – سخنرانی پادشاه - قوی سیاه - اسکات سیلور و اریک جانسون – مشت‌زن - کریستوفر نولان – تلقین - لیسا چولودنکو و استوارت بلامبرگ – بچه‌ها حالشان خوب است | آرون سورکین – شبکه اجتماعی - دنی بویل و سایمن بوفوی – ۱۲۷ ساعت - نیکولای آرسل – دختری با خالکوبی اژدها - مایکل آرندت – داستان اسباب‌بازی ۳ - برادران کوئن – شجاعت واقعی |
| بهترین فیلمبرداری | طراحی لباس |
| شجاعت واقعی - ۱۲۷ ساعت - قوی سیاه - تلقین - سخنرانی پادشاه | آلیس در سرزمین عجایب - قوی سیاه - سخنرانی پادشاه - Louise Stjernsward – Made in Dagenham - شجاعت واقعی                                                                 |
| بهترین تدوین فیلم | بهترین گریم و آرایش مو |
| شبکه اجتماعی - ۱۲۷ ساعت - قوی سیاه - تلقین - سخنرانی پادشاه                                                                                                   | آلیس در سرزمین عجایب - قوی سیاه - هری پاتر و یادگاران مرگ - قسمت اول - سخنرانی پادشاه - Made in Dagenham                                                               |
| بهترین طراحی تولید | بهترین صدا |
| تلقین - آلیس در سرزمین عجایب (فیلم ۲۰۱۰) - قوی سیاه - سخنرانی پادشاه - شجاعت واقعی                                                                            | - تلقین - ۱۲۷ ساعت - قوی سیاه - سخنرانی پادشاه - شجاعت واقعی |
| بهترین جلوه‌های ویژه تصویری | بهترین موسیقی |
| تلقین - آلیس در سرزمین عجایب - قوی سیاه - هری پاتر و یادگاران مرگ - قسمت اول - داستان اسباب‌بازی ۳                                                             | سخنرانی پادشاه - ۱۲۷ ساعت - آلیس در سرزمین عجایب - چگونه اژدهای خود را تربیت کنیم - تلقین (فیلم)                                                                       |
| بهترین فیلم خارجی | بهترین فیلم بریتانیا |
| دختری با خالکوبی اژدها - بیوتیفول - من عشق هستم (فیلم) - از خدایان و انسان‌ها - راز چشمان آن‌ها                                                                 | سخنرانی پادشاه - ۱۲۷ ساعت - سالی دیگر - Four Lions - Made in Dagenham                                                                                                  |

## بیشترین برنده
- ۷ : سخنرانی پادشاه
- ۳ : تلقین و شبکه اجتماعی
- ۲ : آلیس در سرزمین عجایب

## بیشترین نامزد
- ۱۴ : سخنرانی پادشاه
- ۱۲ : قوی سیاه
- ۹ : تلقین
- ۸ : ۱۲۷ ساعت و شجاعت واقعی
- ۶ : شبکه اجتماعی
- ۵ : آلیس در سرزمین عجایب (فیلم ۲۰۱۰)
- ۴ : بچه‌ها حالشان خوب است و Made in Dagenham
- ۳ : مشت‌زن, دختری با خالکوبی اژدها, و داستان اسباب‌بازی ۳
- ۲ : سالی دیگر, بیوتیفول, Four Lions, هری پاتر و یادگاران مرگ - قسمت اول, و چگونه اژدهای خود را تربیت کنیم